# Список екорегіонів Судану
Нижче наведено список екорегіонів в Судані, як це визначено Світовим Фондом дикої природи (ВФД).

## Наземні екорегіони
по сукупності екосистем

### Тропічні та субтропічні вологі широколистяні ліси
- Ефіопські гірські ліси

### Тропічні і субтропічні луки, савани і чагарники
- Східна суданська савана
- Сахельська акацієва савана

### Гірські луки і чагарники
- Ефіопські гірські луки і рідколісся

### Пустелі і посухостійкі чагарники
- Східно-сахарське гірське посухостійке рідколісся
- Ефіопські посухостійкі луки і чагарники
- Прибережна пустеля Червоного моря
- Пустеля Сахара
- Південно-сахарські степи і рідколісся
- Гірські посухостійкі рідколісся Тібесті і Ель-Увенайта